# Три меча (памятник)
Три Меча (англ. Teen Talwar) — памятник в Карачи (в районе Клифтон), провинция Синд, Пакистан. Три меча — это символы учения Каид-э-Азама Мухаммада Али Джинна: единство, вера и дисциплина. Он был построен при бывшем президенте и премьер-министре Пакистана Зульфикаре Али Бхутто. Памятник представляет собой собой конструкцию из трёх отдельных мечей, стоящих на рукоятях на расстоянии 3 метров друг от друга. Высота каждого из них составляет около 13 метров. Вдоль мечей выложены тонкие полоски из натурального камня, которые делают их более выразительными.

## Предыстория
Зульфикар Али Бхутто одобрил строительство этого памятника, чтобы увековечить избирательный символ Пакистанской народной партии — меч. Первоначальная концепция трех мечей заключалась в изображении их в избирательных цветах ПНП (PPP) (черный, зелёный и красный). Позднее эта идея была изменена, остановились на белом мраморе. Памятник создали в период правления Зульфикара Али Бхутто по проекту архитектора Мину Мистри (англ. Minoo Mistri).

## Современное состояние и проблемные вопросы
В 2000 году белый мрамор был украшен текстом на арабском языке, который гласит: «Хвала Аллаху» и «Слава Аллаху», нанеся урон первоначальном замыслу равнозначности всех составляющих девиза «Единство, вера и дисциплина». Памятник находится посреди перекрёстка Chartered Accountants Avenue, Bath Island Road и Khayaban-e-Iqbal Road на небольшом возвышении.